# Polymixis mucida
Polymixis mucida är en fjärilsart som beskrevs av Achille Guenée 1852. Polymixis mucida ingår i släktet Polymixis och familjen nattflyn. Inga underarter finns listade i Catalogue of Life.